# پیکس (تگزاس)
پیکس، تگزاس (به انگلیسی: Pecos, Texas) شهری در ایالت تگزاس از ایالات جنوبی ایالات متحده آمریکا است. در سرشماری سال ۲۰۰۰، جمعیت این شهر ۹۵۰۱ نفر اعلام شد.